# توماس لا
توماس لا (به انگلیسی: Thomas Law) یک بازیگر انگلیسی است که بیشتر برای ایفای نقش «پیتر بیل» در سریال احساسی شبکه بی‌بی‌سی، ایست اندرز شهرت دارد.

## زندگی
توماس جان لا، در پاترز بار، هرتفوردشایر از تریش و رابرت لا متولد شد. او دو خواهر دارد و دیگر اعضای خانواده او در استرالیا و دورست نیز ساکن هستند. او کار خود را به صورت حرفه ای به عنوان یک کودک، از چهار سالگی شروع کرد و در چهار قسمت Casualty (سال ۲۰۰۵) ظاهر شد. او یک حامی باشگاه فوتبال لستر سیتی استو دیگر سرگرمی‌های وی شامل گلف، فوتبال و کریکت و همچنین آواز خواندن و دویدن است.

## فیلم‌ها
- ته دنیا در نقش گری کینگ جوان
- یک داستان سیندرلایی: اگر کفش‌ها اندازه باشند در نقش رید وست
- ایست اندرز در نقش پیتر بیل
- آخرین قطار برای کریسمس

## تئاتر
| سال  | عنوان   | نقش     | یادداشت                                  |
| ---- | ------- | ------- | ---------------------------------------- |
| ۲۰۱۰ | پیتر پن | پیتر پن | نمایش در لوری، سلفورد کوایز، منچستر بزرگ |